# Farolete de São Pedro e São Paulo
O Farolete de São Pedro e São Paulo localiza-se no Arquipélago de São Pedro e São Paulo, no Brasil.
Torre cilíndrica em fibra de vidro, branca com duas faixas encarnadas.
Administrativamente, o arquipélago pertence ao estado do Pernambuco segundo a Marinha do Brasil . O farol localiza-se na rocha sudoeste e possui seção de um metro de diâmetro com seis metros de altura  .

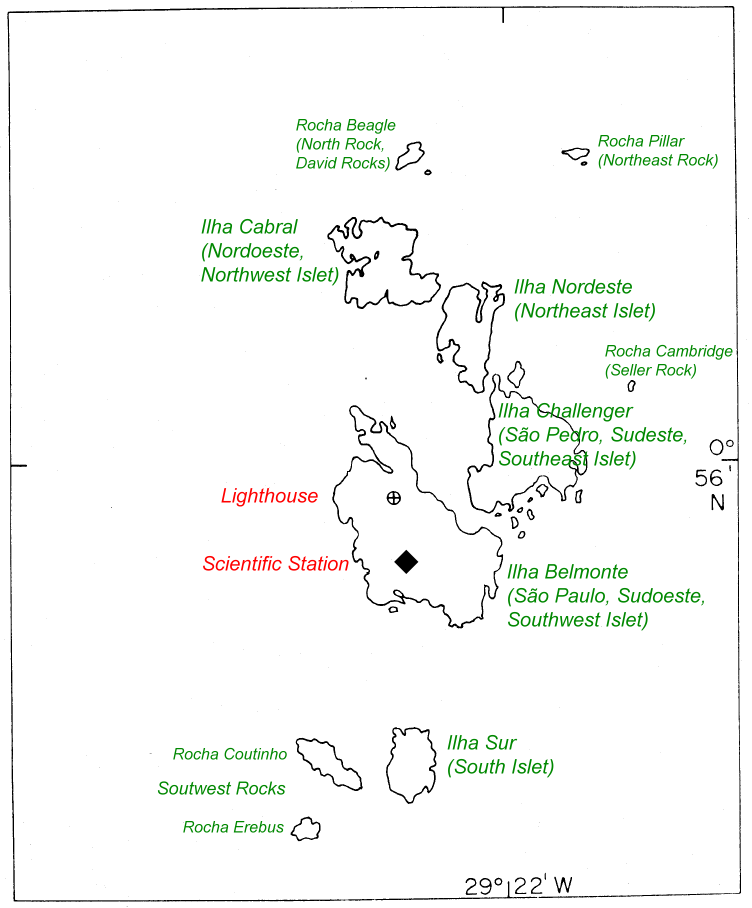
Localização do farol na ilha Belmonte.